# Sikorsky S-434
Il Sikorsky S-434 è un elicottero leggero multiruolo progettato dall'azienda statunitense Sikorsky Aircraft. È un miglioramento dello Schweizer 333.

## Progettazione e sviluppo
Il prototipo dell'S-434 effettuò il primo volo il 18 dicembre 2008 a Ithaca, New York. L'S-434 è uno sviluppo dell'S-333 ma ha molte caratteristiche sviluppate per il Northrop Grumman MQ-8 Fire Scout. Condivide il layout della cabina di guida con l'S-333, che dà all'equipaggio una capacità visiva molto buona e ottime caratteristiche di maneggevolezza.
Il 15 giugno 2009, Sikorsky ha annunciato la consegna dei primi due S-434 all'Arabia Saudita (ministero degli interni), che ha ordinato un totale di nove apparecchi.
L'unica versione presentata di questo velivolo è alimentate da un Rolls-Royce 250-C20W turboalbero, un motore da 320 shp.